# Piazza Mazzini (Castel Goffredo)
La Piazza Mazzini (Place Mazzini en français) est une place publique située au centre de Castel Goffredo, région de Lombardie, Italie.

## Description
La place constitue le cœur de la ville, centre politique, religieux et commercial et les bâtiments les plus importants le surplombent:
Sa structure planimétrique est restée pratiquement inchangée au fil des siècles: la place se caractérise par un plan rectangulaire, correspondant probablement à l'ancien forum romain.
- Palais Gonzaga-Acerbi, composé de l'ancien Palazzo del Vicario avec la Torre Civica et le Torrazzo, au nord;
- Église Provostorial de Sant'Erasmo, Castelvecchio à l'est;
- Palazzo Riva et les arcades avec les magasins des marchands, au sud;
- Mairie de Castel Goffredo, bâtiment municipal, à l'ouest.
- Sur le côté des arcades se trouve la fontaine en marbre du XIXe siècle, autrefois utilisée pour boire.

## Histoire
La place existe déjà au début du XIVe siècle , traversée par le canal de Tartarello, qui alimentait également le fossé de défense devant le palais des seigneurs de Castel Goffredo. Redessiné au début du XVIe siècle pendant le marquisat d’Aloisio Gonzaga, c’est un lieu particulièrement suggestif et spectaculaire. Il est souvent choisi pour accueillir des manifestations culturelles, des concerts et des manifestations publiques, comme le carnaval traditionnel de Castel Goffredo avec l'élection de Re Gnocco.
Cela a toujours été le centre de la vie de la ville , à partir de 1457 foires s'y sont tenues, des fêtes pour l'arrivée des évêques et même les personnalités majeures qui ont visité Castel Goffredo sont toujours passées par cette place: par Charles Quint, empereur du Saint Empire romain germanique, le 28 juin 1543, à Charles Borromée en 1580, à Victor-Emmanuel II, l'avenir roi d’Italie en mai 1848>, à Giuseppe Garibaldi, les 27-28-29 avril 1862.
Le 3 janvier 1593, Rodolphe II de Castiglione (1569-1593), marquis de Castel Goffredo, a été assassiné à la porte principale de l'église de Sant'Erasmo, alors qu'il se rendait à la messe accompagné de son épouse Elena Aliprandi et de sa fille Cinzia Gonzaga.
Au cours de l'histoire, elle a connu plusieurs changements de dénomination: piazza del Ponte dell'Olmo (Platea Pontis Ulmi), puis piazza d'Armi, piazza Umberto I et piazza Mazzini.
Parfois, le marché du jeudi y est organisé selon un décret du 1er juillet 1457 du marquis Alexandre de Castiglione.

## Images

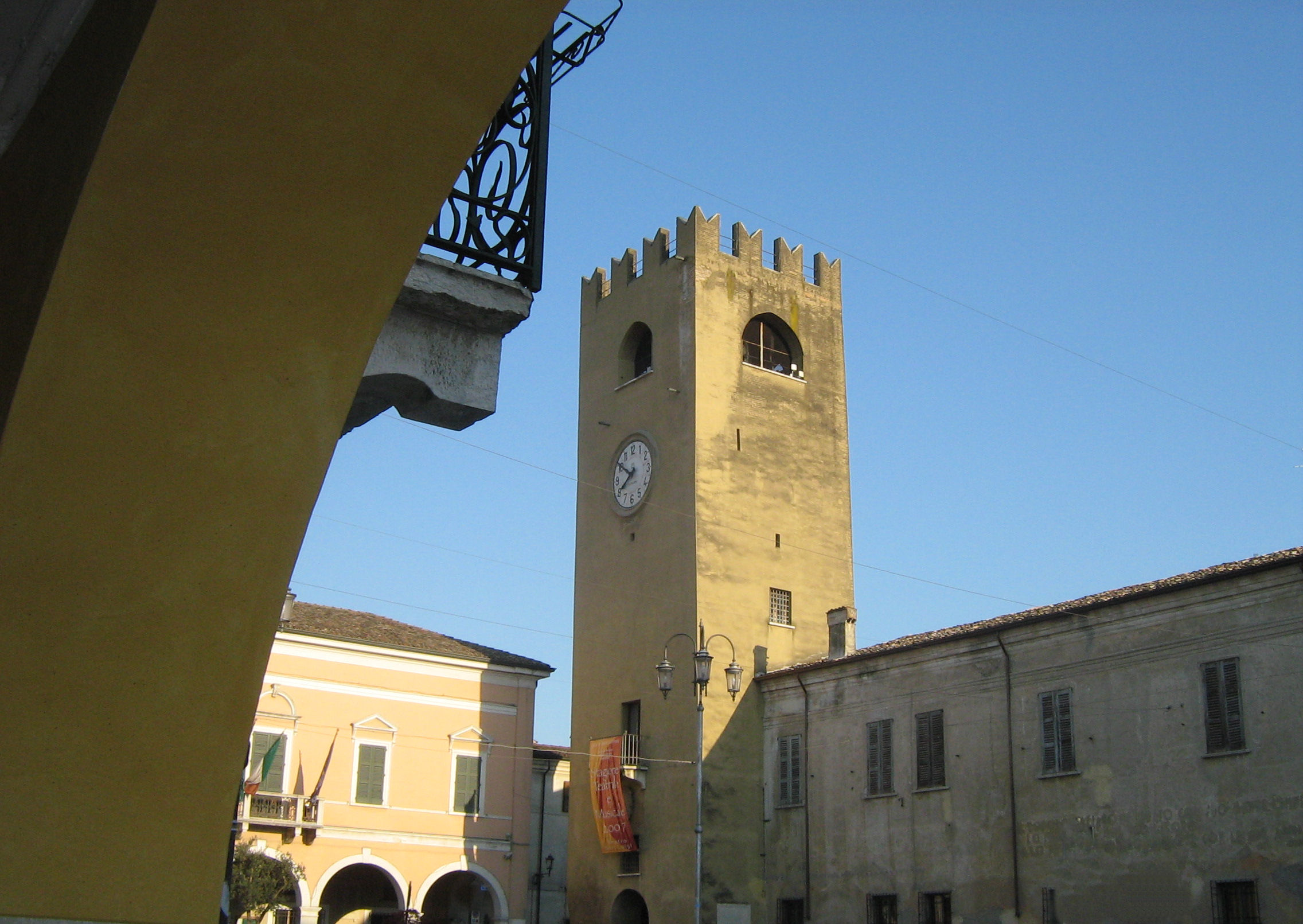
Piazza Mazzini et tour civique
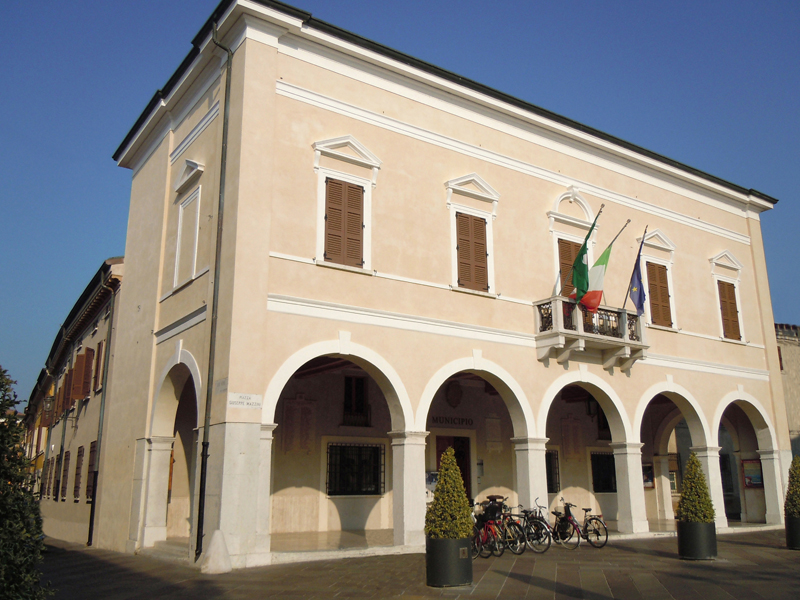
Palais municipal
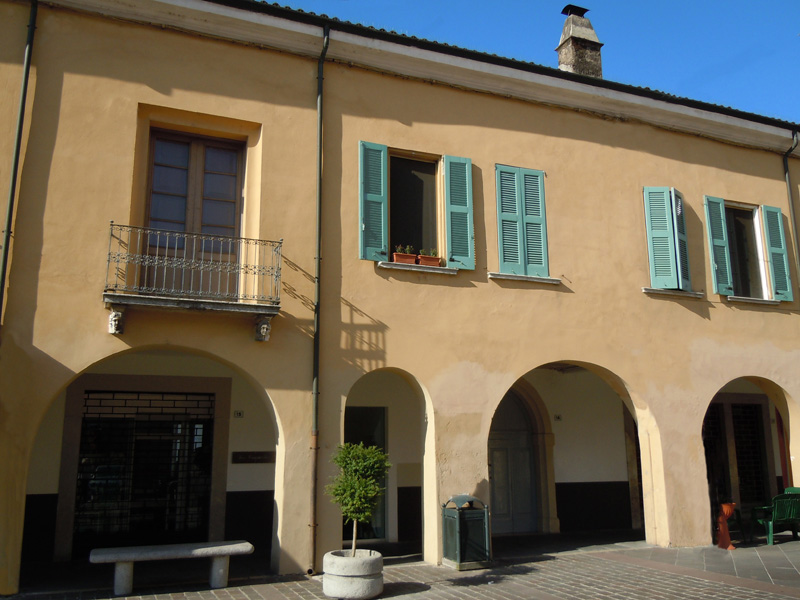
Palais Riva
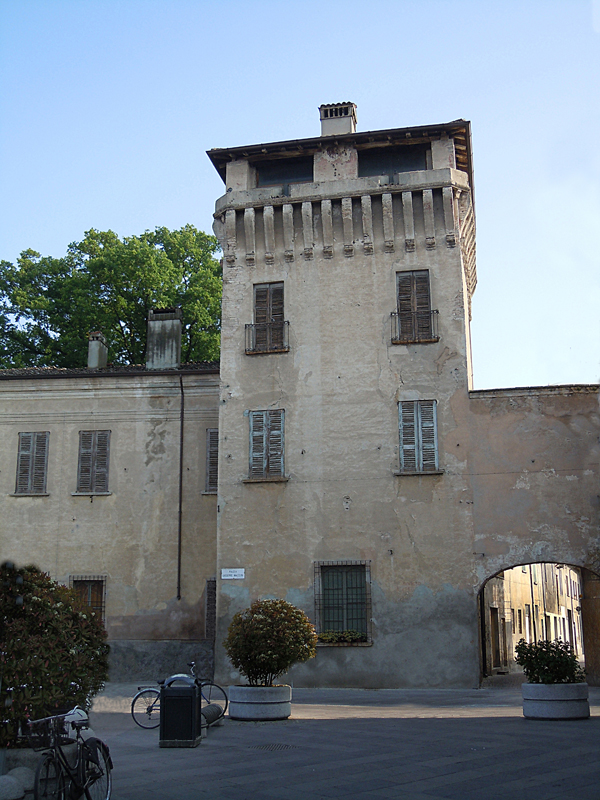
Le « Torrazzo »
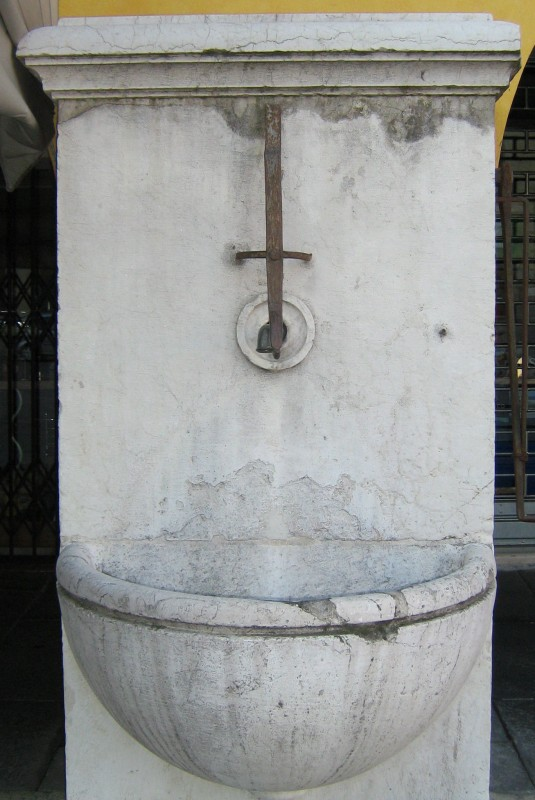
Fontaine en marbre
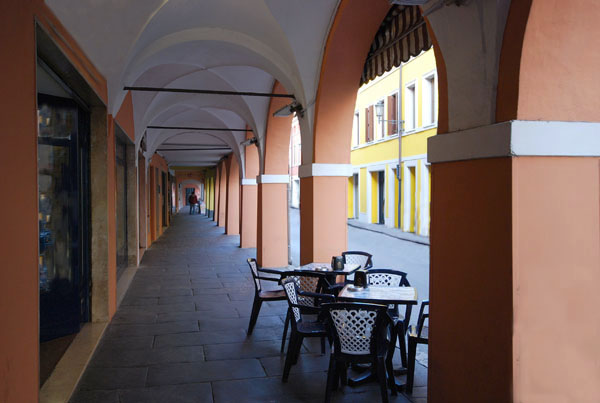
Portiques